# Duży Ben

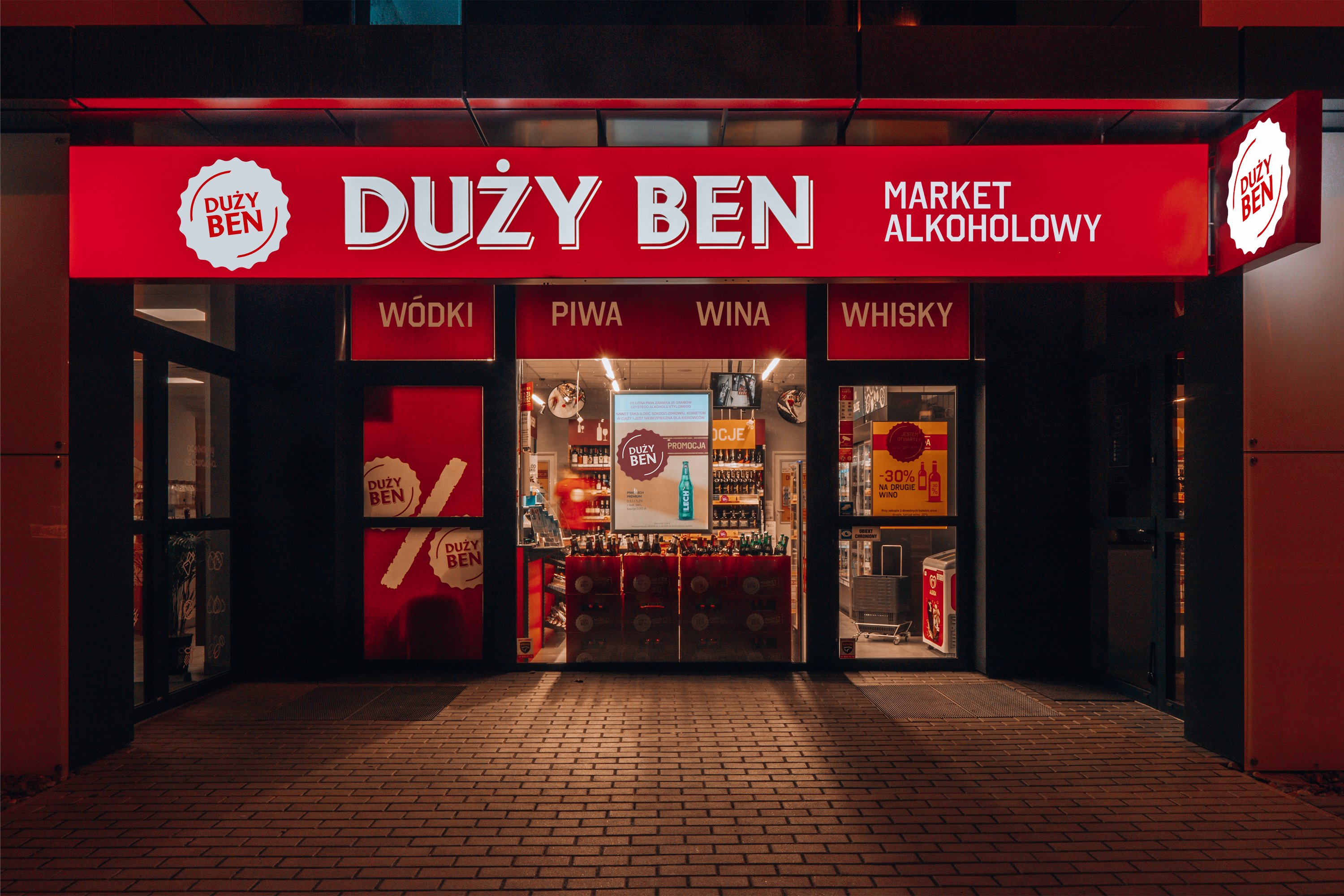
Market Alkoholowy Duży Ben w Poznaniu przy ul. Zwierzynieckiej

Duży Ben – polska sieć marketów alkoholowych należąca do Grupy Eurocash. Zarząd firmy znajduje się w Komornikach pod Poznaniem. Duży Ben to koncept handlowy, łączący elementy convenience store'u oraz alkoholowego sklepu specjalistycznego.

## Historia
Sieć powstała w 2016 roku, w sierpniu 2020 liczyła ponad 200 sklepów w 73 miastach, zlokalizowanych w 6 województwach: wielkopolskim, lubuskim, łódzkim, dolnośląskim, śląskim i opolskim.
Pierwszy sklep powstał w maju 2016 w Poznaniu przy ulicy Hetmańskiej.
Początkowo koncept sklepu czerpał z brytyjskiej kultury vintage barów. Jego misją był rozwój kultury picia, którą wcielała bardzo szeroka oferta alkoholi, identyfikacja wizualna marki (z charakterystycznym melonikiem i kieliszkiem) i hasło reklamowe brzmiące: Dobre alkohole. 100% kultury. W 2018 r. marka przeszła rebranding, rezygnując z akcentowania brytyjskiej proweniencji i nastawiając się na potrzeby szerszego grona konsumentów. Marka rozwinęła unikalny koncept Marketu Alkoholowego, łącząc szeroki wybór alkoholi z misją kompleksowych zakupów alkoholowych. Melonik w logo został zastąpiony przez bardziej przystępny w odbiorze, kapsel, wokół którego marka zbudowała swoją identyfikację wizualną oraz storytelling.

## Nagrody
Koncept sieci otrzymał nagrodę Złotej Innowacji w Retailu za rok 2019.